# Barbara Smith
Barbara Smith (Cleveland, 16. studenoga 1946.)) američka lezbijska feministica i socijalistkinja koja je igrala značajnu ulogu u crnom feminizmu u Sjedinjenim Državama. Od početka 1970-ih aktivna je kao znanstvenik, aktivist, kritičar, predavač, autor i izdavač crne feminističke misli. Također je 25 godina predavala na brojnim fakultetima i sveučilištima. Njeni eseji, prikazi, članci, kratke priče i književne kritike pojavili su se u nizu publikacija, uključujući The New York Times Book Review, The Black Scholar, Ms., Gay Community News, The Guardian, The Village Voice, Conditions and The Nation. Ima sestru blizanku Beverly Smith, koja je također lezbijska feministička aktivistica i spisateljica.

## Rani život

### Djetinjstvo
Rođena je prerano, borila se za život tijekom prvih mjeseci života. Majka Hilde Beall Smith. radila kao medicinska sestra, a kasnije i kao prodavačica u trgovini, pa je baka djevojčica tijekom njihova djetinjstva bila njihova glavna skrbnica, dok je majka zarađivala za život. Godine 1956., kad su Barbara i njena sestra blizankinja Beverly imale devet godina, majka im je umrla od srčanih komplikacija povezanih s dječjom reumatskom groznicom. Nakon majčine smrti, djevojčice su nastavile živjeti u kući s bakom, tetkama, ujacima i rođacima.
Iako je obitelj Smith imala relativno malo financijskih sredstava, njezine baka, tetke i majka bile su dobro obrazovane, posebno za razinu obrazovanja dostupnu crnkinjama u 1940-im i 1950-im. Njezina baka i pra tetke predavale su u odvojenim školama na jugu prije nego što su se preselile na sjever, iako je njezina majka jedina u svojoj obitelji dobila fakultetsku diplomu prvostupnice u obrazovanju na Državnom sveučilištu Fort Valley  (Fort Valley State University, tada Fort Valley State College). Svi u barbarinoj obitelji su bili aktivni čitatelji koji su isticali važnost obrazovanja, u školi i izvan nje.
Većinu svog života slabo je poznavala svog oca Gartrella Smitha, koji se rastavio od majke Hilde prije nego što su se blizanke rodile. Prema riječima rodice Barbarine majke, "teta" Isabel, Hilda i Gartrell pobjegli su i vjenčali se nakon što Hildini roditelji nisu odobrili njihovu vezu. Hilda se u Cleveland vratila trudna nakon razlaza s Gartrelom. Barbara nikada nije upoznala oca niti je vidjela njegove slike. O njemu se malo zna, osim da je bio u vojsci tijekom Drugog svjetskog rata i da su se Hilda i Gartrell upoznali u Georgiji, gdje je Hilda studirala.
Iako su Barbara i njezina sestra odrasle na sjeveru SAD-a, njezina je obitelj zadržala južne korijene i tradiciju iz ruralne Georgije. Obitelj njezine majke bila je jedna od milijuna afroameričkih obitelji koje su sudjelovale u Velikoj migraciji u prvoj polovici 20. stoljeća kako bi izbjegle južni represivni rasni kastni sustav i poboljšale svoje ekonomske prilike. Barbara svoj identitet opisuje kao identitet žene s juga, a iskustvo svoje obitelji s intenzivnim rasnim traumama u Georgiji pripisuje katalizatoru svog aktivizma. Istodobno, ona ne oslobađa sjever od intenzivne rasne diskriminacije, dokumentirajući nekoliko formativnih incidenata protiv crnaca koje su doživjele ona i njezina sestra. Tijekom jednog takvog incidenta, ona i njezina sestra donijele su domaće kolačiće na njihov ljetni tečaj francuskog jezika na kojem je predavala neskrivena rasistkinja. Nitko od bijele djece u razredu nije pojeo nijedan kolačić. Unatoč očitoj rasnoj diskriminaciji, i Barbara i Beverly imaju uspješne akademske karijere.

### Obrazovanje
Barbara Smith i njezina sestra započele su osnovno obrazovanje u osnovnoj školi Bolton i preselile se u osnovnu školu Roberta Fultona tijekom 1. razreda. Smith svoj rani akademski uspjeh djelomično pripisuje visokoj kvaliteti javnih škola koje je pohađala. Iako su ona i njezina sestra odabrani za posebnu školu za akademski nadarene u četvrtom razredu, njihova je obitelj odlučila da ne promijeni školu za djevojčice tako brzo nakon majčine smrti. Barbara i Beverly pohađale su srednju školu Alexandera Hamiltona mlađeg (Alexander Hamilton Jr. High School), a kasnije i srednju školu John Adams (John Adams High School).
U srednjoj školi Smith je briljirala i postigala vrlo visoke rezultate na PSAT-u. Njezine ocjene i ocjene omogućile su joj 1965. upis na koledž Mount Holyoke, ali, umorena rasnim neprijateljstvom na koledžu, prešla je u The New School, školu za sodijalne istraživanja u New Yorku, gdje je godinu dana studirala društvene znanosti. Vratila se na Mount Holyoke na zadnju godinu, te diplomirala 1969.
Nakon što je diplomirala na Mount Holyokeu, Smith je magistrirala književnost na Sveučilištu u Pittsburghu i diplomirala 1971. godine. U Pittsburghu je počela baviti aktivizmom u ženskom pokretu i pokretu za oslobađanje gejeva.
Godine 1981. Smith je završila sve, osim disertacije, za doktorski studij na Sveučilištu Connecticut. U to je vrijeme bila dobro uhodana, poznata aktivistica za ravnopravnost crnaca, feminizam i LGBTQ probleme.
Godine 2015. godine Sveučilište u Albanyju dodijelilo je Smith počasni doktorat.

### Rani aktivizam
Budući da je odrasla u duboko podvojenom društvu, Smith je od malih nogu razvila političku svijest. Kao srednjoškolke, ona i njezina sestra sudjelovale su u prosvjedima za građanska prava koji su bili usredotočeni na desegregaciju škola. Za to vrijeme Smith je bila dobrovoljac u Clevelandskoj podružnici Kongresa rasne ravnopravnosti (CORE). Ubojstvo Brucea Klundera, aktivista i prezbiterijanskog svećenika, opisuje kao katalitizator za njezino sudjelovanje u pokretu u Clevelandu. Prisustvovala je nekolicini govora Martina Luthera Kinga mlađeg i upoznala aktivisticu za građanska prava Fannie Lou Hamer.
Godine 1965. godine Smith je upisala koledž Mount Holyoke, gdje je bila jedna od rijetkih crnaca. Brzo se uključila u Grupu za građanske akcije, koja je, između ostalog, bila uključena u organiziranje protiv rata u Vijetnamu. Iako Mount Holyoke u kampusu nije imao podružnicu Studenata za demokratsko društvo (SDS), Smith i drugi studenti Mount Holyokea divili su im se i oponašali napore grupe. Tijekom godine u Novoj Školi za Društvena Istraživanja, Smith je putovala u Chicago i sudjelovala u prosvjedima koji su pratili Demokratsku nacionalnu konvenciju.
Nakon što je diplomirala na Mount Holyoke, Smith se odmorila od frontalnog aktivizma, gdje se osjećala sputano svojim identitetom žene u crnom nacionalističkom pokretu.:str. 56. Neko je vrijeme razmišljala kako bi mogla pomoći u unaprjeđivanju rasne ravnopravnosti radom u akademiji. No nakon što je prisustvovala sastanku Nacionalne crne feminističke organizacije (NBFO), ponovo je ušla u sferu aktivizma i započela suradnju s mnogim značajnim obojenim ženama.
Smith se, nakon što je magistrirala književnost na Sveučilištu u Pittsburghu, nastanila u Bostonu. Djelatništvo njezine sestre Beverly u časopisu Ms. omogućilo je Beverly da ostvari ključne kontakte,:str. 58. a putem publikacije Barbara je upoznala Margaret Sloan, osnivačicu NBFO-a. Zaintrigirana pozivom za prisustvovanje Istočnoj regionalnoj konferenciji NBFO-a 1974. godine, Smith je vodila sastanke sa ženama s područja Bostona i uspostavila kontakte kako bi uspostavila bostonsku podružnicu NBFO.:str. 59.
Godine 1975. godine, s Beverly i Demitom Frazier, čikaškom aktivisticom, Smith je osnovala bostonsku podružnicu NBFO. Zbog nedostatka uputa nacionalne organizacije, bostonska podružnica bila je neovisnu o središnjici, pa su se odlučili usredotočiti na podizanje svijesti i organiziranje pomoći bostonskim siromasima i radničkoj klasi.:str. 59.

## Aktivizam

### Kolektiv rijeke Combahee
Frustrirana nedostatkom komunikacije s nacionalnom organizacijom, ali također shvaćajući da je politika bostonske podružnice bila znatno radikalnija od politike NBFO-a, grupa se odlučila potpuno odvojiti. Nazvali su se Kolektiv rijeke Combahee, po uspješnoj vojnoj operaciji koju je Harriet Tubman vodila tijekom građanskog rata na rijeci u Južnoj Karolini. Ubrzo nakon osnivanja napisali su svoj manifest.:str. 59. Izjava Kolektiva rijeke Combahee iznosi ciljeve grupe, i identificira je kao klasno svjesnu crnačku feminističku organizaciju koja afirmira seksualnost. Prepoznavanje lezbijstva kao legitimnog identiteta animiralo je raspravu unutar crnog feminizma i šireg ženskog pokreta.
Kao socijalistička crnačka feministička organizacija, kolektiv je naglasio intersekcionalnost rasnog, rodnog, heteroseksističkog i klasnog ugnjetavanja u životima Afroamerikanaca i drugih žena drugih rasa. Kao i druge crnačke feminističke organizacije u to vrijeme, Combahee je artikulirao "mnoge zabrinutosti svojstvenih crnkinjama, od bijesa prema crncima zbog ljubavnih veza i brakova s bijelim ženama, do unutarnjeg sukoba oko boje kože, teksture kose i crta lica, do razlika između pokretljivosti bijelih i crnih žena ... također napadajući mit o crnom matrijarhu i stereotipnim prikazima crnačkih žena u popularnoj kulturi." Kolektiv je također radio na pitanjima poput "reproduktivnih prava, silovanja, reforme zatvora, zloporabe sterilizacije, nasilja nad ženama, zdravstvene zaštite i rasizma u pokretu bijelih žena". Namjerno je strukturiran tako da izbjegava hijerarhiju i daje članovima osjećaj jednakosti; Smith je ovu strukturu navela kao ključnu za osiguravanje opstanka crnog feminizma "kao radikalnog pokreta". Članovi Combaheea organizirali su rasprave kako bi razgovarali o pitanjima u Izjavi Kolektiva rijeke Combahee, načinima kako uklopiti crni feminizam u svijest crnih žena i bitnim pitanjima u vlastitim zajednicama.:str. 107. No, organizacija je izgubila zamah jer su razgovori o lezbijstvu i obrazovnom napretku otuđili neke članove. Kao rezultat sukoba oko vodstva i loših međuljudskih odnosa, članstvo Combaheeja je opalo. Posljednji sastanak bio je u veljači:str. 142–143.

### Kuhinjski stol: žene Color Pressa
Zaljubljenica u američku književnost i pisanje, Smith je tijekom svog obrazovanja studirala engleski jezik. Nakon što ju je oduševio roman Jamesa Baldwina Go Tell It on the Mountain, odlučila je emigrirati u inozemstvo, ali zbog svog interesa za društvene pokrete 1960-ih, studirala je književnost od kuće. Upisala je postdiplomski studij književnosti nadajući se pronaći crne ženske spisateljice, no uspjela je samo utvrditi da američki književni kanon ne obuhvaća crnkinje. Nakon što je u članku u časopisu Ms. pročitala da će Alice Walker držati tečaj o afroameričkim spisateljicama, Smith se upisala i zavjetovala da će poučavati o spisateljicama crnkinjama kad god bude predavala. Upravo to je počela raditi na Emerson Collegeu 1973. godine.
Iznenađena što su se dostupna djela crnačkih autora bavila iskustvima muškaraca, Smith je na prijedlog svoje prijateljice Audre Lorde osnovala Kitchen Table: Women of Color Press (Kuhinjski stol: žene Color Pressa). Osnovan 1980. u Bostonu, kuhinjski stol je 1981. godine preseljen u New York. U suradnji s Lorde, Cherríe Moraga, Hattie Gossett, Susan L. Yung, June Jordan i Glorijom Anzaldúa, Smith je objavila nekoliko brošura i knjiga koje su bile prihvaćene u programima etničkih studija, ženskih studija, queer studija i crnačkih studija, kao što su Home Girls: A Black Feminist Anthology, This Bridge Called My Back, Cuentos: Stories by Latinas i I Am Your Sister: Black Women Organizing Across Sexualities. Smith je rekla da nasljeđe kuhinjskog stola leži u suvremenom izdavaštvu, jer su autorice crnkinje poput Walker i Toni Morrison ušle u američki književni kanon, kao i utjecale na feminističke studije uključujući intersekcionalnost kao način istraživanja.
Nakon što je napustila Kuhinjski stol nastavila je pisati i napisala mnoge eseje, članake i kritike. Njezin se članak "Prema crnoj feminističkoj kritici" (1982.), prvi put objavljen u časopisu Conditions", često navodi kao probojni članak u književnosti crnkinja i raspravama o lezbijkama crnkinjama. Smith je uredila tri glavne zbirke o Crnkinjama:  Conditions 5: The Black Women's Issue (1979., s Lorraine Bethel); All the Women Are White, All the Blacks Are Men, But Some of Us Are Brave: Black Women's Studies (1982., s Gloriom T. Hull i Patriciom Bell-Scott); i Home Girls: A Black Feminist Anthology  (prvo izdanje, Kitchen Table: Women of Color Press, 1983.; drugo izdanje, Rutgers University Press, 2000.). Od tada je sakupila svoje različite spise u antologiji Istina koja nikad ne boli: spisi o rasi, spolu i slobodi (1998).

## Kasniji život

### Gradsko vijeće
Nastavljajući svoj rad kao organizator zajednice, Smith je izabrana u gradsko vijeće Albanyja 2005. godine, predstavljajući odjel 4, a ponovno je izabrana 2009. godine. U tom je razdoblju surađivala s Davidom Kaczynskim iz New Yorkers-a na alternativi smrtnoj kazni i na inovativnim rješenjima nasilnog kriminala. Tijekom svoja dva mandata u gradskom vijeću Albanyja, Smith je bila aktivna na pitanjima razvoja mladih, prevencije nasilja i obrazovnih mogućnosti za siromašne, manjine i osobe s nedostatkom usluga. Nije se kandidirala za reizbor 2013. godine. Smith danas surađuje s uredom gradonačelnika Albanyja predvodeći inicijative za rješavanje ekonomske, rasne i socijalne nejednakosti.

### Postignuća
Smith je nastavila predavati. Darovala je svoje radove Arhivi lezbijske povijesti u Brooklynu, a usmene povijesti svog života dala je Sveučilištu Columbia i Smith Collegeu
 Pojavila se u dokumentarnom filmu Marlona Riggsa Crno je ... Crno nije i dokumentarnom filmu PBS i AOL iz 2013. Makers: Women Who Make America. Dana 2. veljače 2017. održala je govor na Claiming Williams, "godišnjem događaju na kojem se zajednica kampusa okuplja kako bi raspravljala o pitanjima rase, spola, identiteta, religije i zajednice". Tvrdeći da je Williams "dan moralne hrabrosti" na Williams Collegeu, Smith je rekla da su "uzimanje moralnog visokog položaja, poštenje i odlučivanje učiniti nešto što je objektivno zastrašujuće" ključne komponente moralne hrabrosti.
Smith je bila suradnica na Institutu za sjetvu na koledžu Radcliffe 1996. godine i za svoj aktivizam dobila je 1994. Nagradu Stonewall.  Dobila je nagradu Church Women United za ljudska prava 2000. a nominirana je za Nobelovu nagradu za mir 2005.
Dana 14. studenoga 2015. godine, Zaklada javnih knjižnica Albany dodijelila je Smithu naslov „KNJIŽEVNA LEGENDA“, zajedno s Gregoryjem Maguireom, koji je iz Albanyja (autor knjige Wicked: The Life and Times of the Wicked Witch of the West).
Smith je aktivist protiv islamofobije. Osnovala je web stranicu "Stop islamofobiji" kako bi dala potporu imigrantima i izbjeglicama.
Epizoda 3 šeste sezone podcasta Making Gay History, objavljenog 2019., govorila je o Smith.
U veljači 2020. Smith je podržala kandidaturu Bernieja Sandersa za predsjednika u predizborima Demokratske stranke.
U lipnju 2020., u čast 50. godišnjice prve LGBTQ parade ponosa, Queerty ju je proglasio među 50 heroja „koji vode naciju prema jednakosti, prihvaćanju i dostojanstvu za sve ljude“.

### Nagrade i priznanja
- Afroamerički forum za politiku Harriet Tubman za životno djelo (2017.)[42]
- Književna nagrada Lambda: Nagrada za izdavačku djelatnost[43]
- Nagrada Alumnae Association of Mount Holyoke College Achievement[44]
- Nagrada Sesquicentennial udruge bivših studenata Mount Holyoke[45]
- Nominacija za Nobelovu nagradu za mir (2005.)[44]
- Suradnik na Institutu za sjetvu s koledža Radcliffe[44]
- Rezident u Schomburg Centru za istraživanje kulture crnaca (1995. – 1996.)[45]
- Nagrada za ljudska prava Church Women Uniteda (2000.)[44]
- Nagrada Stonewall za službu lezbijskoj i homoseksualnoj zajednici (1994.)[12]

## Odabrana bibliografija
- Jones, Alethia and Virginia Eubanks, editors. With Barbara Smith. Ain't Gonna Let Nobody Turn Me Around: Forth Years of Movement Building with Barbara Smith. Foreword by Robin D. G. Kelley. SUNY Press, 2014.
- Bethel, Lorraine, and Barbara Smith, eds. Conditions: Five, The Black Women's Issue 2, no. 2 (Autumn, 1979).
- Bulkin, Elly, Minnie Bruce Pratt, and Barbara Smith. Yours in Struggle: Three Feminist Perspectives on Anti-Semitism and Racism. Ithaca, N.Y.: Firebrand Books, 1984, 1988.
- Hull, Gloria T., Patricia Bell Scott, and Barbara Smith, eds. All the Women Are White, All the Blacks Are Men, But Some of Us Are Brave: Black Women's Studies. New York: The Feminist Press at The City University of New York, 1982.
- Mankiller, Wilma, Gwendolyn Mink, Marysa Navarro, Barbara Smith, and Gloria Steinem, eds. The Reader's Companion to U.S. Women's History. Boston and New York: Houghton Mifflin, 1998.
- Moraga, Cherrie and Smith, Barbara. "Lesbian Literature: A Third World Feminist Perspective" in Margaret Cruikshank, editor, Lesbian Studies: Present and Future. Old Westbury, N.Y.: Feminist Press, 1982[46]
- Smith, Barbara, and Beverly Smith. "Across the Kitchen Table: A Sister-to-Sister Dialogue." In Cherríe Moraga and Gloria Anzaldúa, eds, This Bridge Called My Back: Writings by Radical Women of Color. Watertown, Massachusetts: Persephone Press, 1981
- Smith, Barbara. "’Feisty Characters’ and ‘Other People's Causes’: Memories of White Racism and U.S. Feminism." In Rachel Blau DuPlessis and Ann Snitow, eds, The Feminist Memoir Project: Voices from Women's Liberation. New York: Crown Publishing, 1998.
- Smith, Barbara, ed. Home Girls: A Black Feminist Anthology. New York: Kitchen Table: Women of Color Press, 1983.
- Smith, Barbara. Writings on Race, Gender, and Freedom: The Truth that Never Hurts. New Jersey: Rutgers University Press, 1998.
- Smith, Barbara. "Where Has Gay Liberation Gone? An Interview with Barbara Smith." In Amy Gluckman and Betsy Reed, eds, Homo Economics: Capitalism, Community, and Lesbian and Gay Life. New York and London: Routledge, 1997.